# Synagoga v Košeticích
Synagoga v Košeticích je bývalá židovská modlitebna postavená zřejmě v první polovině 19. století. Stojí za budovou obecního úřadu v Košeticích jako č.p. 76.
V roce 1923 byla sice prodána, dále však byla využívána jako modlitebna místní židovské obce. V současnosti je adaptovaná pro obytné účely, k čemuž došlo nejpozději po 2. světové válce. 
Košetická židovská komunita, která se datuje z doby před rokem 1654, přestala existovat podle zákona z roku 1890. Do okupace se o hřbitov starala židovská obec v Křivsoudově.
V obci se nachází také židovský hřbitov.